# Goldfunde in Schweden
Die über 30 Goldfunde in Schweden stammen vornehmlich aus der nordischen Eisenzeit (vergleichbar der mitteleuropäischen Völkerwanderungszeit). Sie bestehen aus unbearbeiteten Barren und zu Spiralen gewundenen Ringen — die als Ring- oder Zahlungsgold bezeichnet wurden. Hinzu kommen kunstvolle Objekte, die zu den prächtigsten Schöpfungen der schwedischen Frühzeit gehören.

## Verbreitung

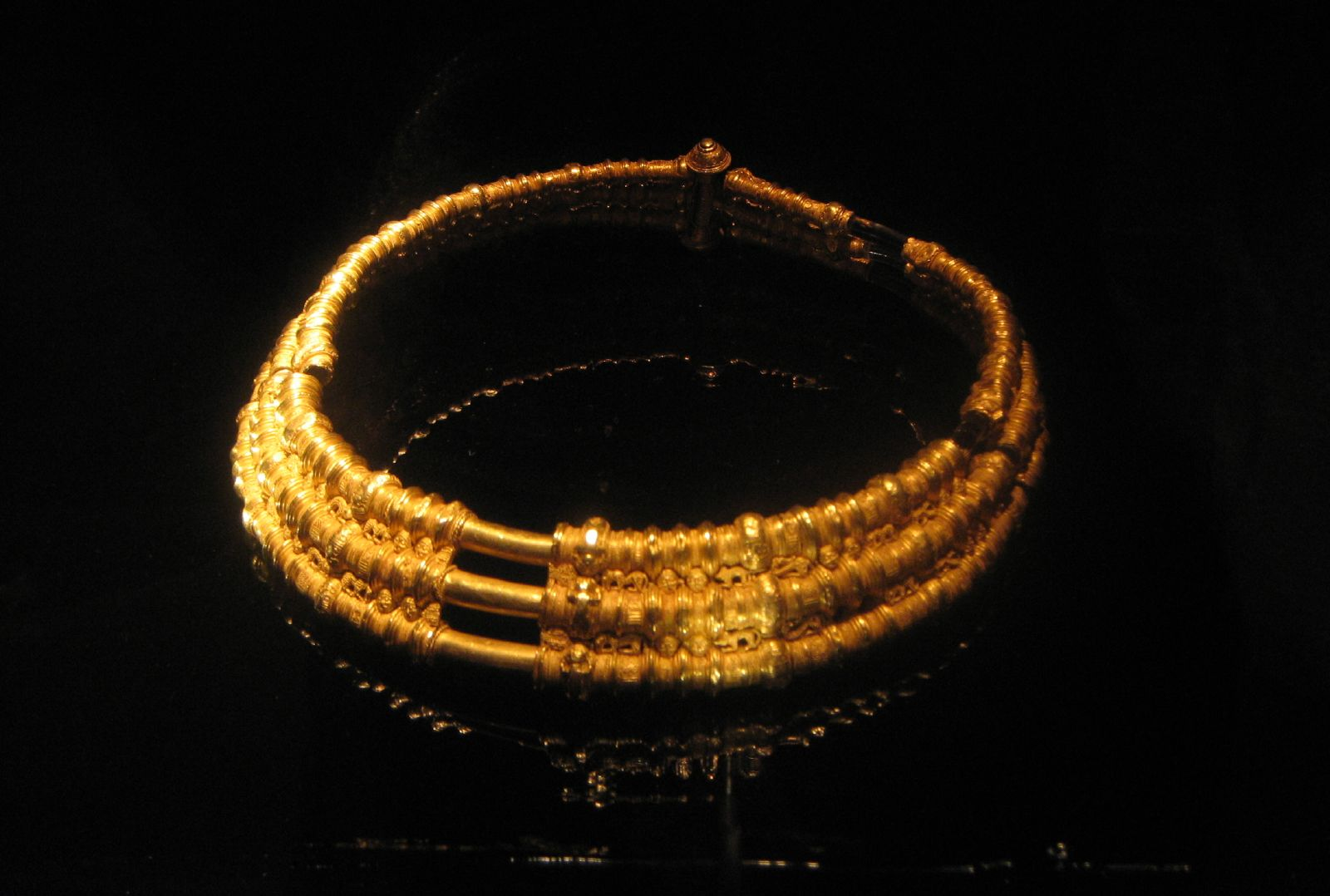
Goldhalsschmuck – von Ålleberg

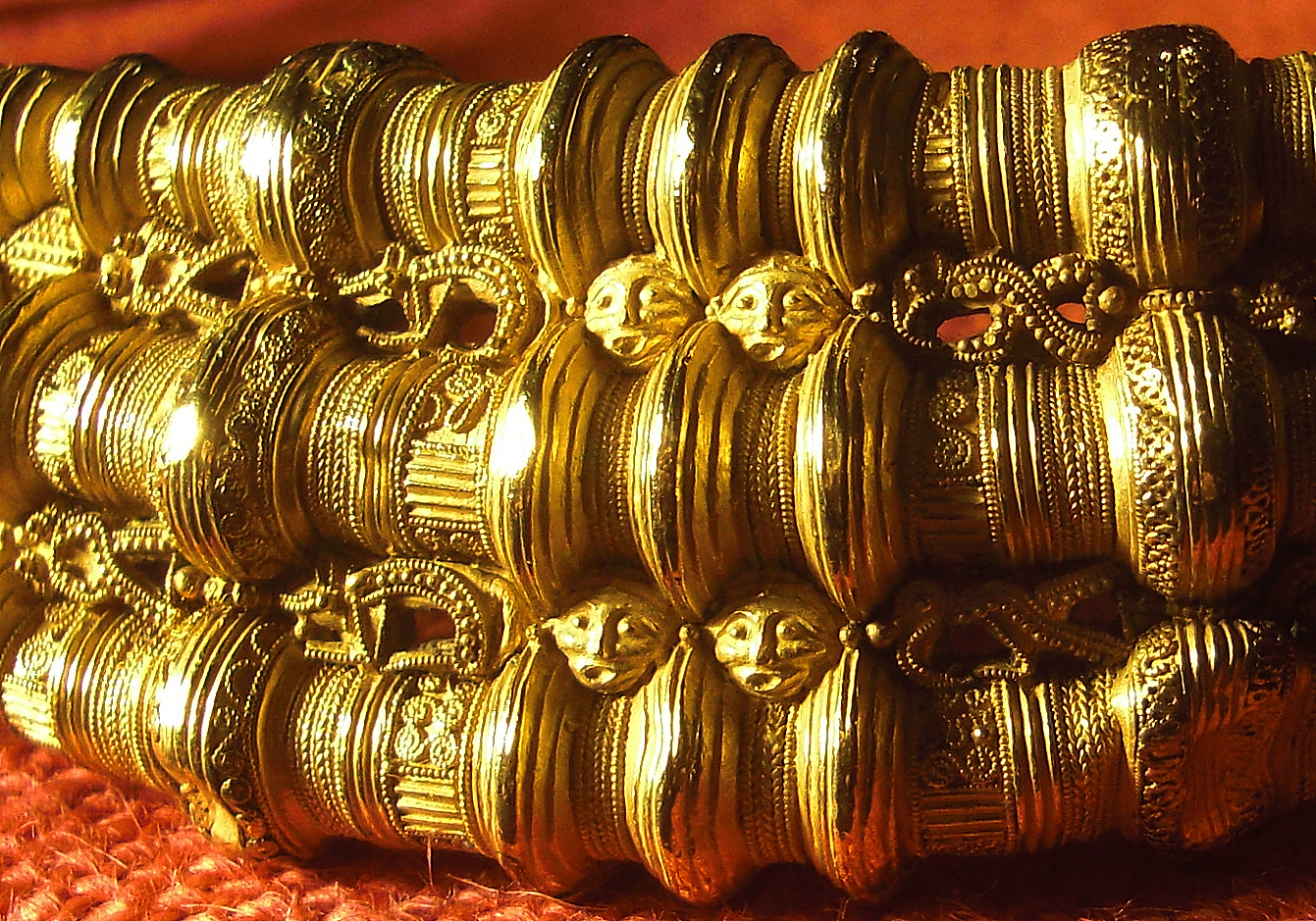
Detail von Ålleberg

Golddepots wurden in allen südschwedischen Provinzen (Timboholm-Schatz) und in geringem Umfang in den südnorrländischen Küstengebieten gefunden worden. Einige Regionen wie Schonen und Västergötland, die Provinzen um den Mälaren, aber auch die Inseln Gotland und Öland treten in den Vordergrund.

## Formen
Die Kunstobjekte zeigen großen Formenreichtum. Er reicht von schlichten Armringen über prachtvolle halbmondverzierte Halsringe, bis hin zu den Meisterstücken der nordischen Goldschmiedekunst, den drei Goldhalskragen (schwed. Guldhalskragarna) von
- Ålleberg (Västergötland) – 620 Gramm, dreiringig
- Färjestaden (Öland) – 707 Gramm, fünfringig
- Mönekragen (Västergötland) – 823 Gramm, siebenringig

Fundgattungen sind auch Fingerringe, amaldinverzierte Schwertknäufe in Cloisonnétechnik, Ortbleche für Schwertscheiden und römische Solidi (Goldmünzen). Gestanzte Amulette (Brakteaten) mit Prunkösen kommen in ganz Skandinavien vor.
Das Depot kann aus einer einzigen Spirale, einem Halsring oder einer Münze bestehen, aber auch aus mehreren verschiedenen Gegenständen. Unbearbeitetes und verarbeitetes Gold kommt kombiniert vor, oder ein Depot ist sortenrein und besteht entweder aus unbearbeitetem Gold oder aus Goldschmuck. Die größeren, massiven Halsringe wiegen zwischen 1255 (Trolleberg, Schonen) und 830 Gramm (Bragnum, Västergötland). Das gefundene Teilstück des Ringes (Köinge, Halland) verweist darauf, dass es sogar Ringe mit einem Gewicht von 1,5 kg gegeben hat. In manchen Regionen kommen überwiegend kleinere, hohle und deshalb auch leichtere Exemplare vor.

## Fundkomplexe
- Der größte, über 12 Kilogramm schwere Goldschatz wurde im Jahre 1774 bei dem Gut Tureholm in der Gemeinde Ekerö gefunden.
- 10 km östlich von Varnhem, in Timboholm, wurde im Jahr 1904, in ein Meter Tiefe, ein 7 kg schwerer Schatz entdeckt. Er enthielt zwei Goldbarren und 26 Spiralen.
- Ein kleiner aber origineller Fund stammt aus Valleberga in Schonen. Er besteht aus einem würfelförmigen Sandstein von 13 cm Länge mit einem zylindrischen Loch von 3,5 cm Weite und 5,5 cm Tiefe. Zu dem „Tresor“ gehört ein sorgfältig geformter Steinstöpsel.
- Im südlichen Värmland wurden 1938 drei Halsringe (nur einer massiv) mit einem Gewicht von insgesamt 842 Gramm gefunden. An einem war ein stilisierter Tierkopf eingraviert. Dieser Fund ähnelt dem 526 Gramm schweren Ring von Hannenov Skov der 1937 auf Falster gefunden wurde.